# Spirito della Terra
Spirito della Terra è un album pubblicato dalla CGD, casa discografica di Caterina Caselli nel 1982 in formato 33 giri (12") cartonato apribile (gatefold sleeve).
Registrato da Dario Baldan Bembo (con collaborazioni tra i tanti, di Riccardo Fogli) utilizzando strumenti elettronici in uno spazio aperto, immerso nel verde.
I testi delle canzoni sono di Sergio Bardotti e Nini Giacomelli
Renato Zero partecipa con un monologo nel brano Preghiera per la Musica.
Marcella e Riccardo Fogli intervengono nel brano Falò (AMI).
Vari musicisti e interpreti (Caterina Caselli, Ornella Vanoni, Pupo, Giuni Russo) partecipano al motivo Amico è (Inno all' Amicizia), incluso nella prima versione, intitolata Falò e nella seconda, con il titolo che l'ha resa famosa; quest'ultima versione viene poi commercializzata anche in formato 45 giri (7") e diventa la sigla del programma di Mike Bongiorno Superflash su Canale 5.
Ai cori dell'intero disco partecipa Giuni Russo.

## Tracce
1. Spirito della Terra
2. Insieme
3. Fattoria
4. Alberi d'Inverno
5. La Favola Di Primavera
6. Preghiera Per La Musica
7. A Sudovest Del Balmun
8. Falò (Amico è)
9. Amico è (Inno all' Amicizia)